# ژیمناست

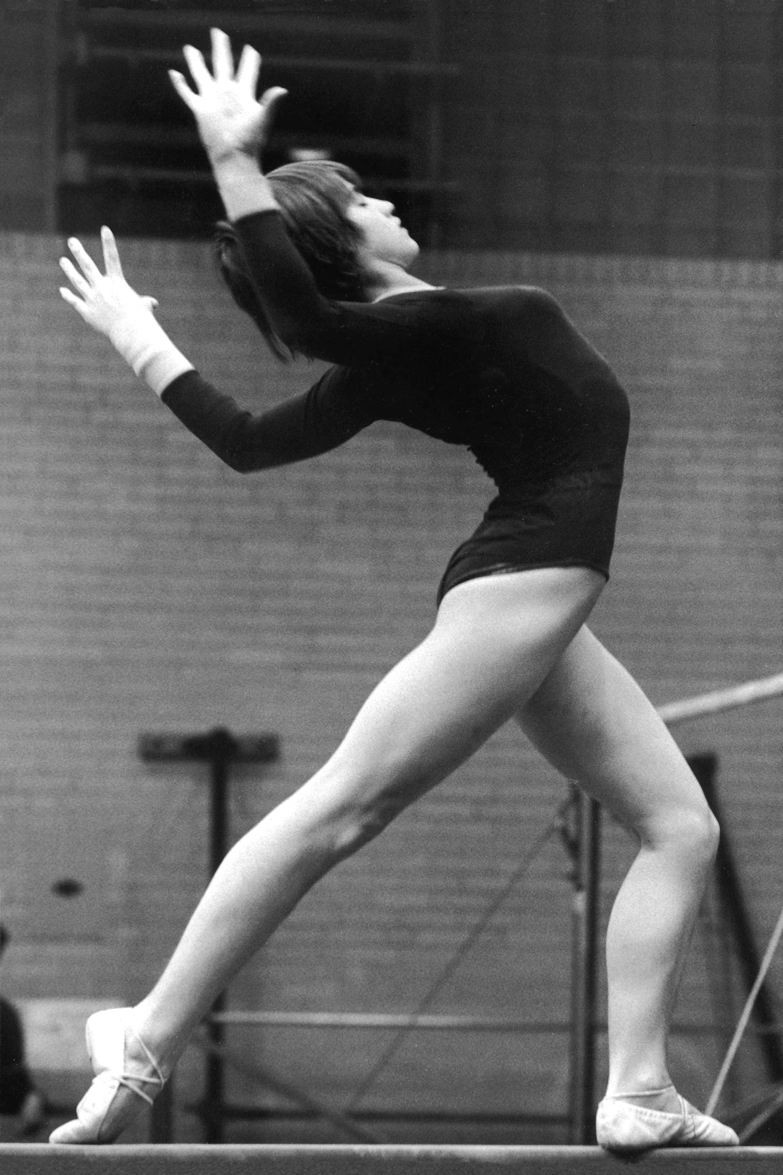
نادیا کومانِچی، ژیمناستِ نامدارِ رومانیایی، در حال تمرین، در ۱۹۷۷

ژیمناست (به فرانسوی: gymnaste) به کسی که به‌عنوان پیشه و حرفهٔ خود به ورزشِ ژیمناستیک می‌پردازد گفته می‌شود.